# Kirstin Normand
Kirstin Normand, född den 10 juni 1974 i North York, Kanada, är en kanadensisk konstsimmare.
Hon tog OS-brons i lagtävlingen i konstsim i samband med de olympiska konstsimstävlingarna 2000 i Sydney.